# Jeńcy sowieccy w niewoli polskiej (1919–1921)

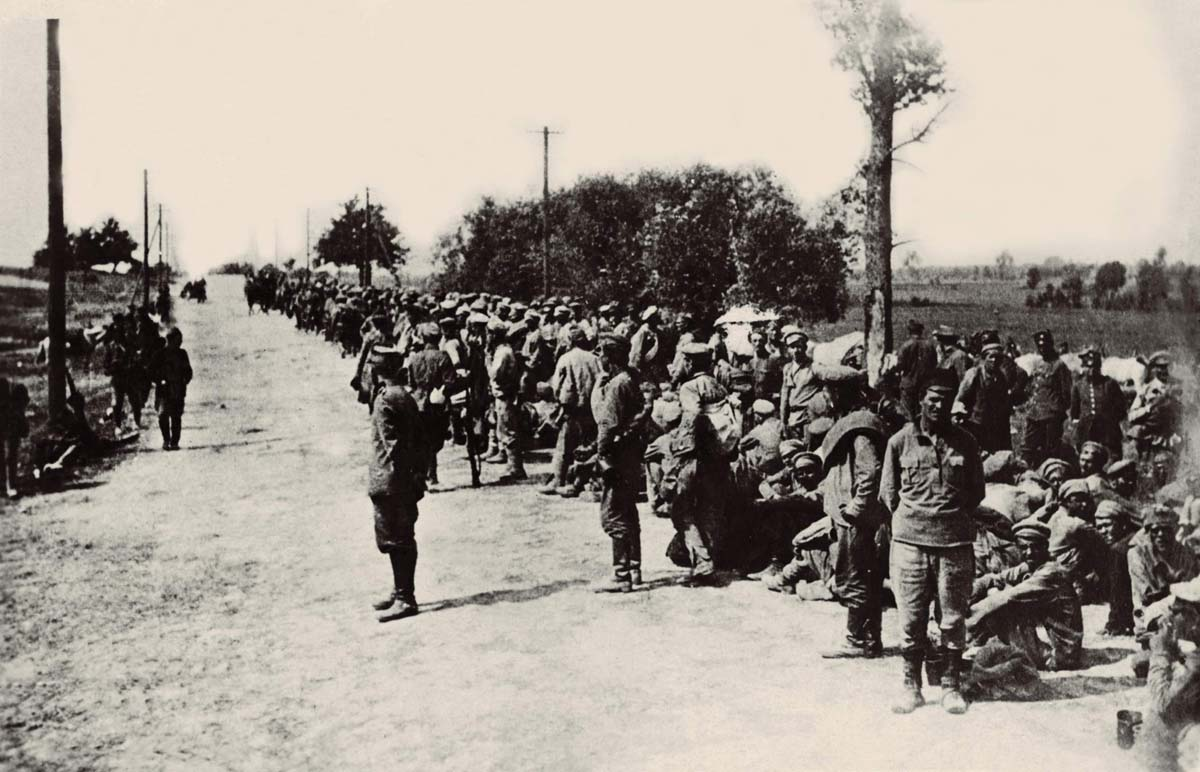
Jeńcy sowieccy wzięci do niewoli w Bitwie Warszawskiej (1920)

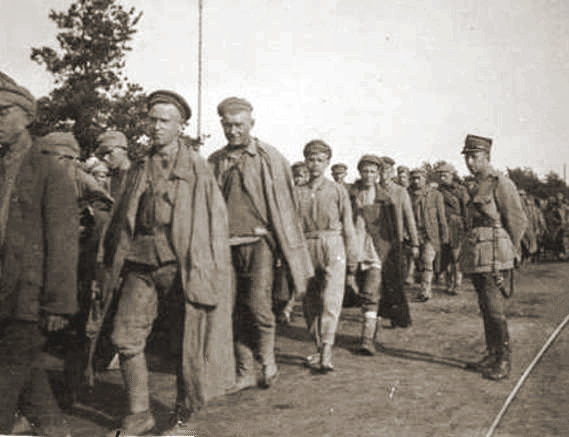
Kolumna jeńców radzieckich w drodze do obozu w Rembertowie (zbiory Muzeum Historii Fotografii w Krakowie, fot. J. Zimowski)

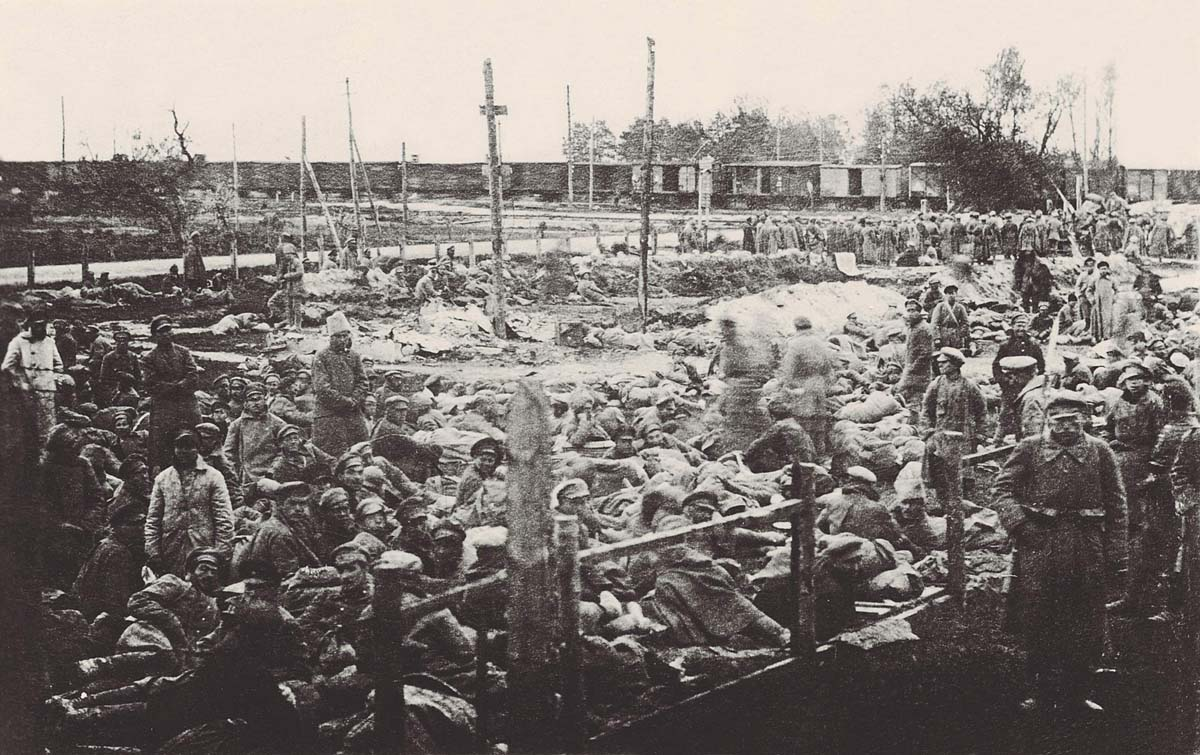
Jeńcy sowieccy wzięci po bitwie pod Radzyminem.

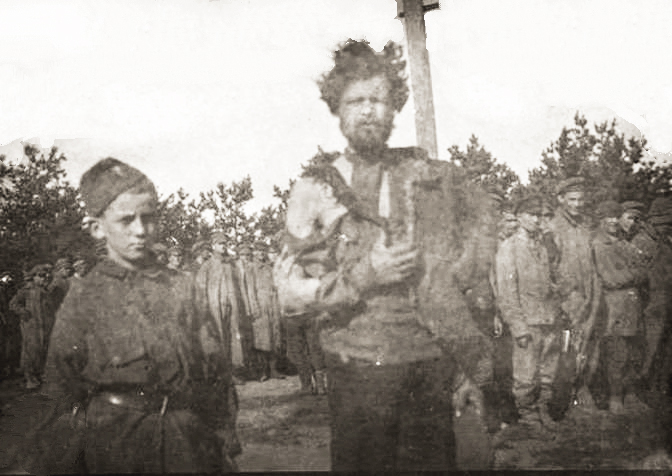
Jeniec radziecki z pilnującym go małoletnim żołnierzem polskim

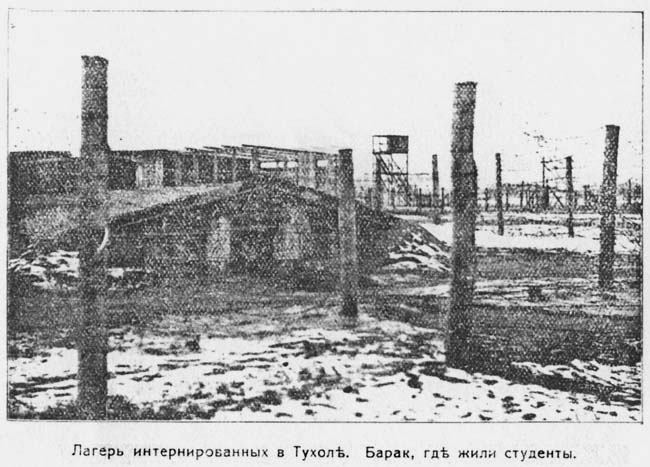
Obóz internowania w Tucholi w okresie wojny polsko-bolszewickiej.

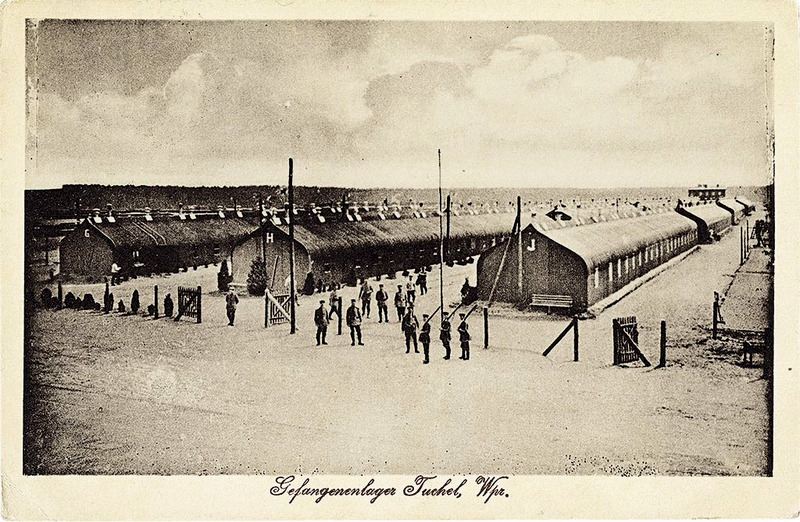
Obóz jeniecki w Tucholi w czasie I wojny światowej

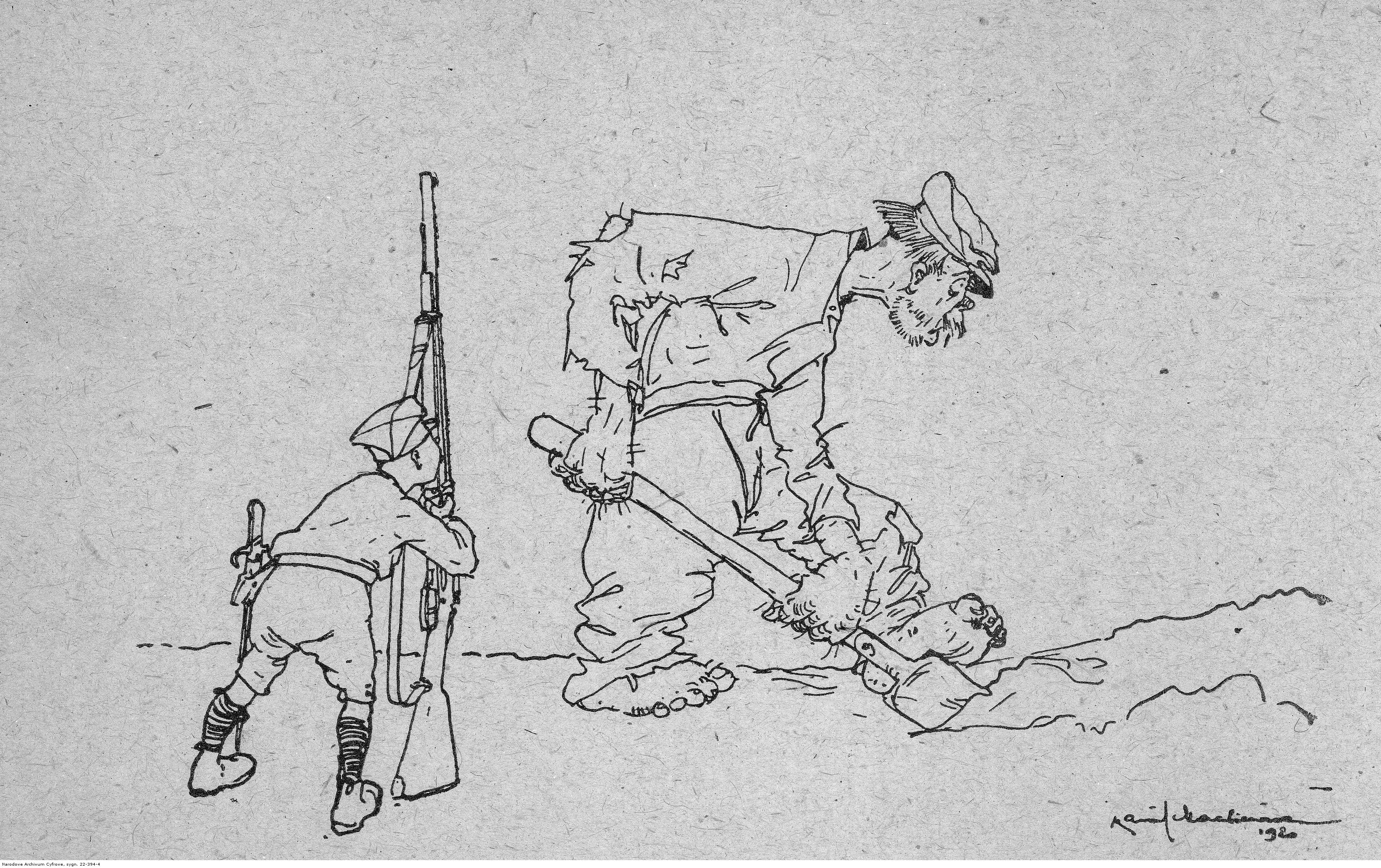
Rysunek Kamila Mackiewicza przedstawiający sowieckiego jeńca przy pracy

Jeńcy sowieccy w niewoli polskiej (1919–1921) – radzieccy jeńcy wojenni, żołnierze Armii Czerwonej wzięci do niewoli w czasie wojny polsko-bolszewickiej (1919–1921).

## Jeńcy sowieccy w Polsce
„Wziąłem sobie za zadanie przekonać się naocznie, w jakich warunkach żyją jeńcy rosyjscy i, z tego, co widziałem, mogę powiedzieć, że traktowanie jeńców jest najzupełniej zadowalające. Nie dostrzegłem żadnego śladu znęcania się nad bezbronnymi. Jeńcy uważani są przez Polaków raczej za nieszczęśliwe ofiary, niż za znienawidzonych wrogów. Widziałem, że są zdrowo i dobrze karmieni, a większość z nich robi wrażenie uszczęśliwionych z tego, że oto żyją sobie bezpiecznie i daleko od frontu” – Edgar Vincent D’Abernon, 1920

W pierwszej fazie wojny (w 1919 r.), kiedy walki nie były intensywne, w Polsce znajdowało się ok. 7 tys. jeńców sowieckich, żołnierzy Armii Czerwonej. Przebywali oni w obozach w Strzałkowie, Dąbiu, Pikulicach i Wadowicach. Polska nie zbudowała jednak wówczas żadnych nowych obozów. Obozy te zostały przejęte po zaborcach, którzy zbudowali je podczas I wojny światowej w celu przetrzymywania jeńców rosyjskich. Jeńcy mieszkali w ziemiankach. Oprócz jeńców wojennych do obozów tych trafiali także, na czas kwarantanny sanitarnej, uchodźcy z Rosji.
Wyprawa kijowska nie miała znaczącego wpływu na zwiększenie liczby jeńców sowieckich, bo chociaż w jej wyniku wzięto ok. 18 tys. jeńców, to większość z nich została wkrótce potem odbita przez 1 Armię Konną Budionnego.
Po zwycięskiej dla Wojska Polskiego Bitwie Warszawskiej i rozbiciu nacierających na Warszawę sił Armii Czerwonej do niewoli polskiej trafiła wyjątkowo duża grupa 60 tys. jeńców sowieckich. Kolejna zwycięska dla Wojska Polskiego bitwa niemeńska i trwająca aż do zawieszenia broni 18 października 1920 r. ofensywa wojsk polskich spowodowały dalszy wzrost liczby jeńców. Ocenia się, że jesienią 1920 r. w Polsce znajdowało się 80–85 tys. jeńców, ulokowanych w wyżej wymienionych miejscach oraz w obozie nr 7 w Tucholi, obozie w Twierdzy Brześć „Bug-Szopy”.
Duża liczba jeńców sowieckich została zwerbowana do rosyjskich formacji białogwardyjskich generała Borysa Peremykina, do oddziałów białoruskich generała Stanisława Bułak-Bałachowicza i armii ukraińskiej atamana Symona Petlury.

## Rozstrzeliwanie jeńców bolszewickich
22 sierpnia 1920 roku dowódca 5. Armii Polskiej gen. Władysław Sikorski wydał odezwę do żołnierzy rosyjskich 3. Korpusu Kawalerii, ostrzegając ich, że każdy przyłapany na rabunku czy walce z bezbronną ludnością będzie na miejscu rozstrzelany. 24 sierpnia pod Mławą rozstrzelano 200 czerwonoarmistów 3. Korpusu Kawalerii, którym udowodniono wymordowanie kompanii z 49. Pułku Piechoty, wziętej do niewoli przez Rosjan dwa dni wcześniej.

## Wymiana jeńców
Wraz z ustaniem walk obie strony podjęły pertraktacje w sprawie jeńców wojennych. Umowę w tej kwestii Polska i bolszewicka Rosja zawarły w Berlinie 6 września 1920 r., podpisaną przez przedstawicieli polskiego i rosyjskiego Czerwonego Krzyża. Ze strony rosyjskiej podpisy złożył Stefan Brodowski-Bratman, a w imieniu Polski umowę sygnował E. Zalewski. Umowa ta przedłużała realizację porozumienia zawartego przez Juliana Marchlewskiego w Mikarzewicach 2 i 9 listopada 1919 r., o zwolnieniu przez stronę bolszewicką zakładników polskich oraz o wymianie jeńców cywilnych. Porozumienie berlińskie miało stanowić podstawę do rozpoczęcia także wymiany jeńców wojennych między obiema stronami konfliktu. Już dnia 2 listopada 1920 r. delegacja Rosyjskiego Czerwonego Krzyża pod przewodnictwem Stefanii Sempołowskiej otrzymała wojskowe pozwolenie na wstęp do obozów jenieckich.
Kwestię wymiany jeńców poruszał także Artykuł IX porozumienia zawieszającego działania wojenne tzw. traktatu ryskiego, podpisanego 12 października 1920 r. w Rydze. Utrzymywał on w mocy wcześniejszy Układ o repatriacji – „1.Układ o repatriacji, zawarty między Polską a Rosją i Ukrainą w wykonaniu artykułu VII Umowy o przedwstępnych warunkach pokoju z dnia 12 października 1920 r., podpisany w Rydze dnia 24 lutego 1921 r., pozostaje w mocy”. W wyniku tych umów międzynarodowych strony zostały zobowiązane do utworzenia wspólnych tzw. Komisji Mieszanych, mających na celu opiekę i niesienie pomocy jeńcom wojennym. Na tej podstawie powstały Komisje ds. Wymiany Jeńców, Uchodźców, Zakładników i Wygnańców, zajmujące się sprawami zarówno ludności cywilnej, która zbiegła bądź została przesiedlona w wyniku działań wojennych, jak i jeńców wojennych, którzy znaleźli się w wyniku walk w niewoli. Dnia 30 grudnia strona rosyjska i polska wspólnie nowelizowała treść tzw. Układu o Repatriacji, który ustalał harmonogram wymiany. Określono w nim liczbę wymienianych osób na nie więcej niż 4 tys. tygodniowo. W pierwszej kolejności mieli to być cywile, internowani oraz zakładnicy. W każdym tygodniu strony zobowiązały się także do zwolnienia 1500 jeńców wojennych. Ustalanie limitów wymiany spowodowane były logistycznymi ograniczeniami możliwości obsługi takiej wielkiej liczby repatriantów po obu stronach.
Do maja 1921 r. wysłano z Polski ponad 24 tys. jeńców sowieckich, jednak sabotująca postanowienia traktatu strona rosyjska wydała jedynie 12,5 tys. jeńców polskich. Dopiero całkowite zawieszenie przez Polskę zwalniania rosyjskich jeńców spowodowało, że Rosja przestała utrudniać ewakuację polskich żołnierzy. Większość sowieckich jeńców trafiła z powrotem do Rosji Sowieckiej jesienią 1921 r. W ramach wymiany do RFSRR wyjechało ponad 65 tys. jeńców, a do Polski wróciło ponad 26 tys. Wymiana jeńców odbywała się na punktach granicznych w Stołpcach i Kojdanowie, przy linii kolejowej Mińsk – Baranowicze oraz na stacji Zdołbunów na linii Równe – Szepietówka. Doprowadzenie do wymiany jeńców było w dużym stopniu zasługą rosyjskiej działaczki na rzecz praw człowieka oraz przewodniczącej organizacji „Pompolit” (ros. Помощь политическим заключенным, Помполит) – Jekatieriny Pieszkowej (żony Maksyma Gorkiego), nagrodzonej później za to przez Polski Czerwony Krzyż.
Według Nikity Pietrowa, wiceszefa rosyjskiego Stowarzyszenia Memoriał, bardzo wielu jeńców sowieckich z 1920 r., którzy wrócili z Polski do ZSRR, zostało rozstrzelanych i zamordowanych w latach 30. na rozkaz Stalina, który kazał włączyć ich do tzw. operacji polskiej NKWD.

## Śmiertelność wśród jeńców sowieckich
Ze względu na przepełnienie obozów oraz trudną sytuację Polski w tym okresie śmiertelność wśród jeńców w polskich obozach wynosiła 17–20%. Główną przyczyną były wybuchające regularnie epidemie chorób zakaźnych (tyfusu, czerwonki, cholery i grypy). Ogniska chorób pojawiły się w obozach wraz z pierwszymi żołnierzami Armii Czerwonej w 1919 r.
Pierwsza większa epidemia wybuchła już w 1919 r. w obozie w Brześciu Litewskim, w jej trakcie zmarło ponad 1000 osób. Po opanowaniu epidemii obóz został rozwiązany, a jeńcy rozlokowani w innych obozach.
Największa śmiertelność miała miejsce na przełomie 1920/21, kiedy trudne warunki – zwłaszcza nagłe przepełnienie obozów po Bitwie Warszawskiej – spowodowało ponowny wybuch epidemii.
Strona polska ocenia, że w ciągu trzech lat w polskiej niewoli zmarło 16–18 tys. jeńców sowieckich – 8 tys. w Strzałkowie, 2 tys. w Tucholi i 6–8 tys. w innych obozach.

## Kontrowersje i propaganda polityczna
Kwestia śmierci jeńców sowieckich w Polsce pojawiła się na forum publicznym po 1990 r., kiedy Michaił Gorbaczow przyznał się do odpowiedzialności ZSRR za zbrodnię katyńską. Część mediów rosyjskich powróciła do wydarzeń z 1920 r., starając się w ten sposób usprawiedliwić zbrodnię katyńską. Rozpowszechniane w Rosji opinie wymieniające kilkakrotnie bądź kilkunastokrotnie większą liczbę ofiar śmiertelnych wśród tej grupy ofiar wojny (40, 60 bądź ponad 100 tys.) uznane zostały za nieprawdziwe przez wspólną polsko-rosyjską publikację opracowaną przez historyków w 2004 r. Publikacja ta opracowana została przez Dyrekcję Archiwów Państwowych i Federalną Agencję ds. Archiwów Rosji zarówno w języku polskim, jak i języku rosyjskim pt. „Krasnoarmiejcy w polskom plenu w 1919–1922 g. Sbornik dokumentow i materiałow” (Moskwa 2004). Obejmuje ona zestaw 338 dokumentów źródłowych z archiwów polskich i rosyjskich, opracowany naukowo przez archiwistów oraz historyków. Ze strony polskiej udział brali m.in. prof. Waldemar Rezmer i prof. Zbigniew Karpus z Uniwersytetu Mikołaja Kopernika w Toruniu, po stronie rosyjskiej m.in. prof. Giennadij Matwiejew z Uniwersytetu Moskiewskiego im. Łomonosowa. Według ocen historyków polskich, liczba jeńców sowieckich przetrzymywanych w polskich obozach pod koniec 1920 r. wahała się od 80 tys. do 85 tys., zaś liczba zmarłych w całym okresie działania obozów wynosiła 16–17 tys., prof. G. Matwiejew szacuje liczbę zmarłych jeńców na 18–20 tys.
Zachowane dokumenty oraz świadectwa nie potwierdzają również stawianej przez część Rosjan tezy, że jeńcy byli poddawani celowej eksterminacji przez polskie władze obozowe (masowe rozstrzeliwania). Główną przyczyną śmierci jeńców były epidemie chorób zakaźnych, spowodowane złymi warunkami sanitarnymi w obozach, co z kolei było spowodowane ich przepełnieniem. Zaznaczyć przy tym należy, że w zniszczonym wojnami kraju choroby zbierały obfite żniwo nie tylko w obozach jenieckich, lecz także wśród walczących żołnierzy i ludności cywilnej.
W 2011 r. odnaleziono dokumenty potwierdzające starania polskich władz w walce z epidemiami cholery, tyfusu i czerwonki w obozie w Strzałkowie. Został tam skierowany epidemiolog prof. Feliks Przesmycki, który w sześć tygodni poradził sobie z epidemią cholery szalejącą w obozie. Epidemiolog prof. Andrzej Zieliński uważa, że odnalezione pamiętniki Przesmyckiego obalają tezę o celowym zaniechaniu:

Warunki w obozie były skrajnie trudne, ale władze RP wykorzystały wszelkie dostępne środki, by zwalczyć epidemię.

Odnotować należy, że w tym samym czasie śmiertelność jeńców polskich w niewoli sowieckiej była większa od śmiertelności jeńców sowieckich. W obozach sowieckich i litewskich zginęło ok. 20 tys. jeńców polskich spośród ogólnej ich liczby wynoszącej ok. 51 tys.
Według Alekseja Pamiatnycha 3 listopada 1990 r. Michaił Gorbaczow rozkazał Akademii Nauk ZSRR, Prokuraturze ZSRR, Ministerstwu Obrony ZSRR i KGB do 1 kwietnia 1991 r. zebrać materiały dotyczące szkód strony radzieckiej. Inicjatywa ta bywa nazywana anty-Katyniem. Ten fakt potwierdza historyk Inessa Jażborowska. Wtedy pojawiły się zarzuty dotyczące śmierci sowieckich jeńców w polskich obozach.
W Rosji używa się sformułowania polskie obozy koncentracyjne lub obozy śmierci w odniesieniu do obozów jenieckich dla rosyjskich jeńców wojennych.

## Filmy
- W 1995 roku Uni Production (Warszawa) zrealizował dla Programu 2 TVP film dokumentalny pt. Jeńcy w reż. Wojciecha Maciejewskiego[18].
- W 2005 roku powstał film dokumentalny film Zapomniani jeńcy w reż. Zbigniewa Wawera[19].
- Sprawę jeńców bolszewickich w niewoli polskiej i wykorzystywania tego tematu w Rosji w celach propagandowych poruszył film dokumentalny Co mogą martwi jeńcy w reż. Anny Ferens, nakręcony w 2010 roku[20].
- Państwowy Fundusz Filmowy Federacji Rosyjskiej (ros. Gosfilmofond) ogłosił konkurs na scenariusz do rosyjskiego filmu dokumentalnego „Śmierć czerwonoarmistów w polskiej niewoli” (ros. Gibiel krasnoarmiejcew w polskom plenu 1919 – 1922)[21].